# Danh sách vườn quốc gia tại Madagascar

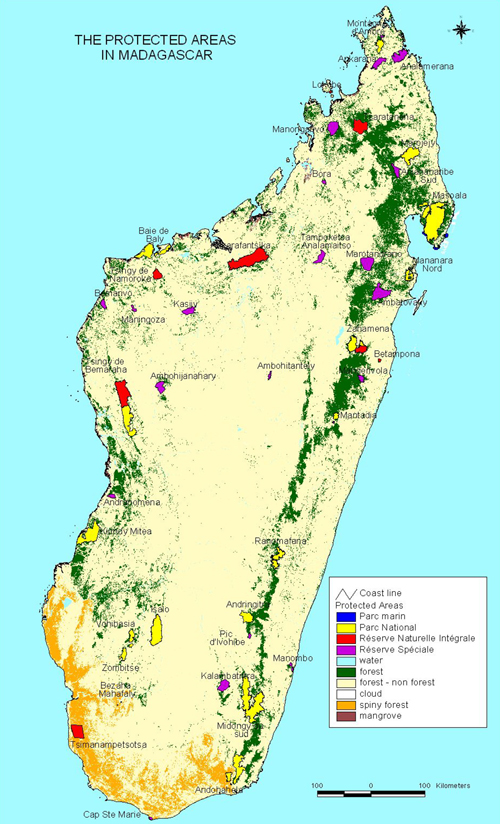
Vườn quốc gia và khu bảo tồn tại Madagascar

Các vườn quốc gia tại Madagascar là các khu bảo tồn được quản lý bởi Hiệp hội Vườn quốc gia Madagascar (viết tắt PNM-ANGAP). Mạng lưới này bao gồm ba loại khu vực bảo vệ: Khu bảo tồn thiên nhiên nghiêm ngặt (IUCN loại Ia), vườn quốc gia (loại II) và khu bảo tồn động vật hoang dã (còn được gọi là khu dự trữ động vật hoang dã, IUCN loại IV). Chut tịch của Hiệp hội Vườn quốc gia Madagascar tại Đại hội Công viên Thế giới của IUCN năm 2003 đã đưa ra tuyên bố thành lập các khu vực bảo vệ hiện từ 17.000 km ² lên hơn 60.000 km ² (từ 3% lên 10% diện tích của Madagascar). Hành động này liên quan đến việc mở rộng các khu bảo tồn trong nước cùng việc thông qua luật pháp để tạo ra bốn loại khu vực bảo vệ mới là: Công viên tự nhiên (IUCN loại II), Di tích tự nhiên (IUCN loại III), Khu bảo vệ cảnh quan (IUCN loại V) và Quỹ tài nguyên thiên nhiên (IUCN loại VI). Ngoài ra, cho phép tăng cường các hoạt động quản lý bảo vệ các khu bảo tồn. Vào tháng 12 năm 2005, hơn 10.000 km ² mới của hệ thống khu bảo tồn đã được thành lập và bảo vệ.
Năm 2007, 6 vườn quốc gia của Madagascar đã được UNESCO đưa vào danh sách Di sản thế giới như là một phần của Rừng mưa nhiệt đới ở Atsinanana là Marojejy, Masoala, Ranomafana, Zahamena, Andohahela, Andringitra.
Dưới đây là danh sách các khu bảo tồn và vườn quốc gia thuộc mạng lưới Hiệp hội Vườn quốc gia Madagascar (MNP).

## Danh sách

### Khu bảo tồn thiên nhiên nghiêm ngặt
- Khu dự trữ Tsingy de Bemaraha
- Khu dự trữ Betampona
- Khu dự trữ Lokobe
- Khu dự trữ Tsaratanana
- Khu dự trữ Zahamena
- Khu dự trữ Tsingy de Namoroka

### Vườn quốc gia
- Vườn quốc gia Núi Amber
- Vườn quốc gia Andohahela
- Vườn quốc gia Andringitra
- Vườn quốc gia Ankarafantsika
- Vườn quốc gia Ankarana
- Vườn quốc gia Baie de Baly
- Vườn quốc gia Bemaraha
- Vườn quốc gia Isalo
- Vườn quốc gia Kirindy Mitea
- Vườn quốc gia Bắc Mananara
- Vườn quốc gia Mantadia
- Vườn quốc gia Marojejy
- Vườn quốc gia Masoala
- Vườn quốc gia Nam Midongy
- Vườn quốc gia Ranomafana
- Vườn quốc gia Sahamalaza
- Vườn quốc gia Tsimanampetsotse
- Vườn quốc gia Tsingy de Bemaraha
- Vườn quốc gia Zahamena
- Vườn quốc gia Zombitse-Vohibasia

### Khu bảo tồn động vật hoang dã
- Khu dự trữ Ambatovaky
- Khu dự trữ Rừng Amber
- Khu dự trữ Ambohijanahary
- Khu dự trữ Ambohitantely
- Khu dự trữ Analamazoatra
- Khu dự trữ Analamerana
- Khu dự trữ Andranomena
- Khu dự trữ Anjanaharibe-Sud
- Khu dự trữ Bemarivo
- Khu dự trữ Beza Mahafaly
- Khu dự trữ Bora
- Khu dự trữ Biển Cap Sainte
- Khu dự trữ đặc biệt Hatokaliosky
- Khu dự trữ Kalambatritra
- Khu dự trữ Kasijy
- Khu dự trữ Mangerivola
- Khu dự trữ Maningoza
- Khu dự trữ Manombo
- Khu dự trữ Manongarivo
- Khu dự trữ Marotandrano
- Khu dự trữ Pic d'Ivohibe
- Khu dự trữ Tampoketsa Analamaitso

### Khác
- Mahavavy-Kinkony

### Khu bảo tồn tư nhân
- Khu dự trữ Berenty